# Troilo e Créssida

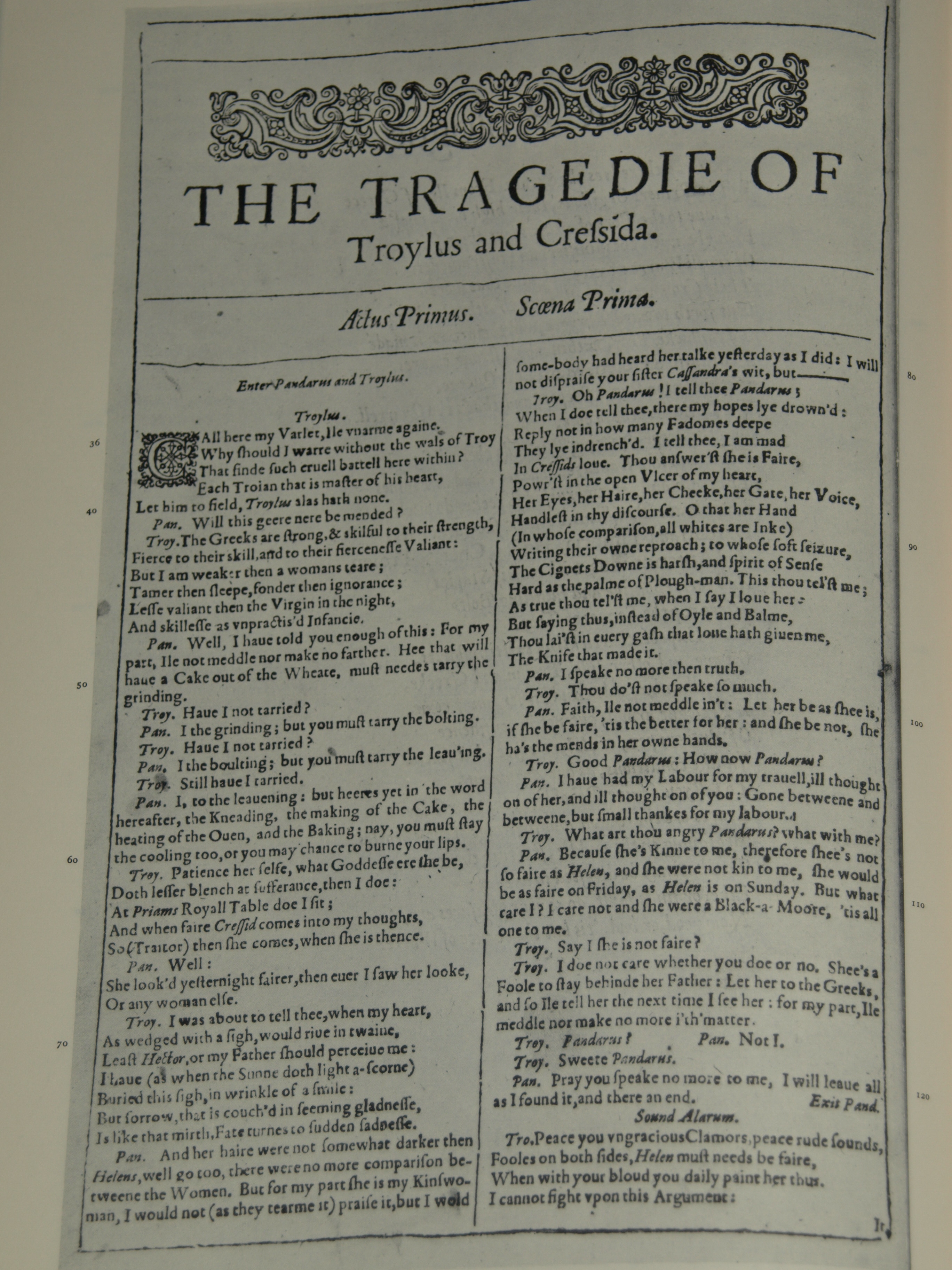
Primeira página de Tróilo e Créssida no First Folio, publicado em 1623.

Tróilo e Créssida é uma tragédia de William Shakespeare, provavelmente escrita em 1602. A peça não é uma tragédia convencional, porque o seu protagonista (Tróilo) não morre, em vez disso termina numa nota muito fria com a morte do nobre troiano Heitor e com a destruição do amor entre Tróilo e Créssida.
Ao longo da peça, impera um tom entre comédia obscena e tragédia sombria; parecia uma boa obra de teatro, mas era frequente encontrar uma difícil interpretação do caráter das personagens. No entanto, vários elementos característicos da obra (sendo a mais notável a sua constante ênfase no questionamento de valores intrínsecos, como hierarquia, honra e amor), têm sido diversas vezes vistos como distintamente "moderno", como demonstra as seguintes observações sobre a peça da autora e erudita literária Joyce Carol Oates:

Tróilo e Créssida, que a maioria vê como uma das peças mais enfadonhas e ambíguas de Shakespeare, descobre o leitor moderno como um documento contemporâneo da investigação e observação de numerosas infidelidades e sua crítica a respeito das pretensões trágicas, e, acima de tudo, o seu debate implícito entre o que é essencial na vida humana e o que só é existencial nos temas do século XX [..] Esta é uma tragédia do tipo especial "a tragédia" e, portanto, é impossível chamá-la de "tragédia convencional".